# 熱田白鳥の歴史館

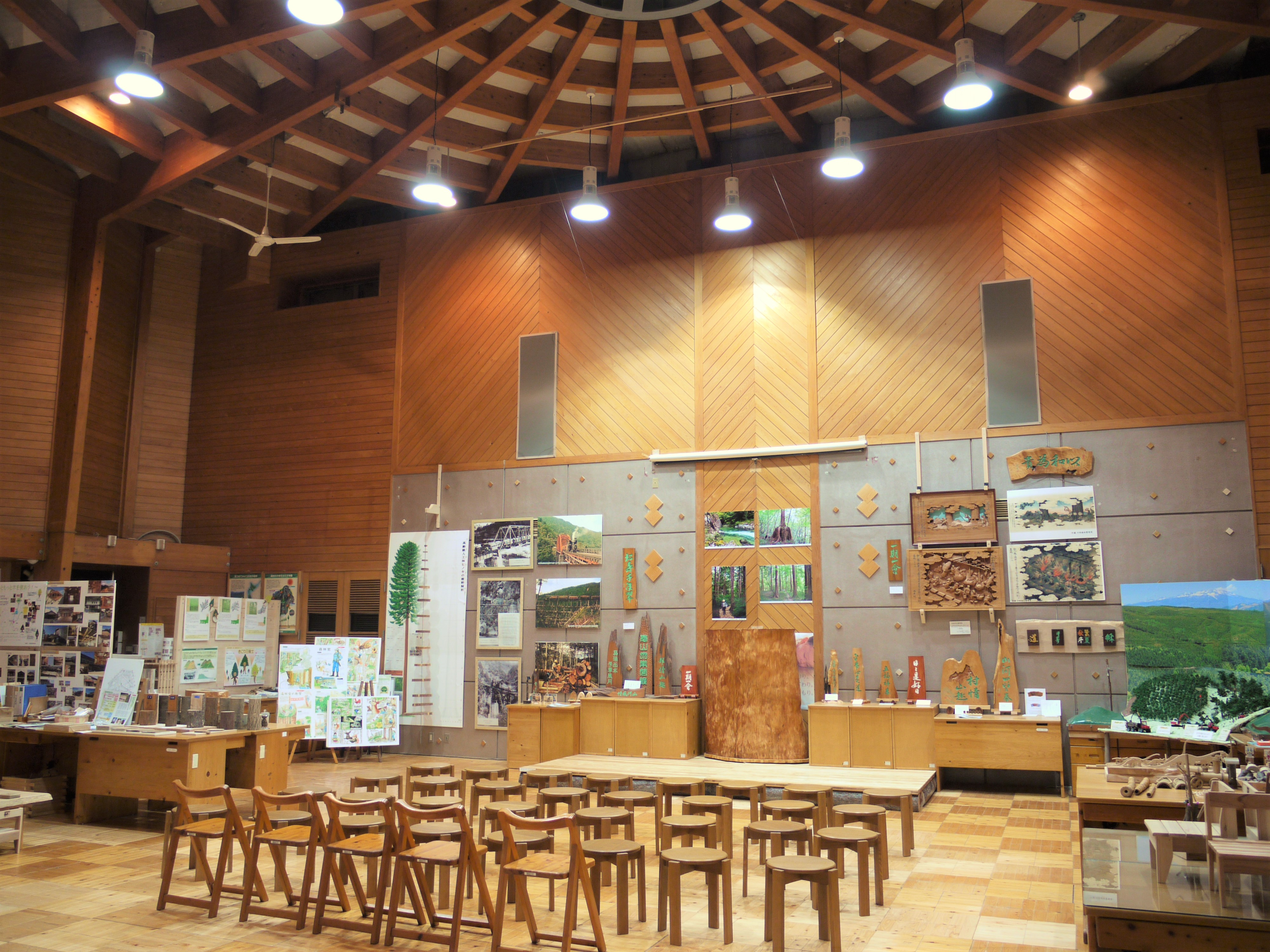
「熱田白鳥の歴史館」多目的ホール

熱田白鳥の歴史館（あつたしろとりのれきしかん）は、愛知県名古屋市熱田区の堀川沿いにある林野庁中部森林管理局名古屋事務所が設置した「林業の歴史と木材利用」に関する展示館及び多目的ホールである。

## 概要
この地はかつて、白鳥貯木場（しろとりちょぼくじょう、水中貯木場）が存在しており、名古屋の木材取引の中心地として江戸時代の初期に開かれ、国内最大最古の「木材市場の地」として400年近い歴史を誇っていた。

## 木材の歴史・利用
林業の歴史
機械化以前の写真パネル、江戸時代に描かれた「木曽式伐木運材図会」（複製）、映像、昭和の時代に木材輸送のために活躍した「森林鉄道」や架線集材のジオラマも展示されている。
木材の利用
森林・林業の現状や木材利用に関するパネル、集成材等木材加工品の見本、炭・薪ストーブや様々な樹種の木材で作った積木などで木の良さを直に感じられる展示がなされている。

## 展示内容
木工クラフト、ミニ椅子・マイ箸づくりも体験できる（要予約、無料）ほか、かつて水中貯木場であった"木材産業発祥の地"、熱田区（白鳥地区）の様子も確認でき、ビデオコーナーにおいては昭和初期の「伐木運材の歴史」や「白鳥貯木場」の作業風景を記録した映像を視聴することができる。
建物内部は木造大空間のホールとなっており、木の良さや林業の歴史を紹介・体感する施設であるが、児童､生徒の総合学習や企業・大学生セミナー、高齢者の生涯学習のほか、優れた音響効果も得られることから、ミニコンサートも催されるなど幅広い利活用が可能な施設となっている。

## 開館時間[1]
- 開館日：月曜日～金曜日（祝祭日、年末年始を除く）
臨時休館は、中部森林管理局名古屋事務所が広報。

- 開館時間：9時00分～12時00分、13時00分～16時00分（12時～13時は休館）
- 入場無料

## 近隣施設
- 熱田生涯学習センター
- 白鳥庭園
- 名古屋学院大学
- 白鳥公園
- 名古屋国際会議場
- 白鳥古墳